# 勝川春里
勝川 春里（かつかわ しゅんり、生没年不詳）とは、江戸時代中期の浮世絵師。

## 来歴
勝川春章の門人かとされる。戯作名を蔕野横好（へたのよこすき）といった。作画期は天明（1781年‐1789年）から寛政（1789年‐1801年）期にかけてで、自画作による黄表紙、錦絵で勝川派風の役者絵を残している。代表作として、寛政期のもので大判の錦絵2枚続「三世大谷広次と松本米三郎」が挙げられる。黄表紙の例として、天明3年（1783年）刊行の自画作『狸の金毗羅』があげられ、本作の七丁オ（表）及び11丁オ（表）の図中の衝立に「春里画」と記されており、最終丁15丁ウ（裏）には「戯作同画　蔕野横好」とあることによって、春里と蔕野横好とが同一人物と思われる。また各署名に象文様の雅印が捺されていることから、戯作者森羅万象の別号である可能性も考えられる。

## 作品
- 「三代目大谷広次　松本小次郎」　大判2枚続　左　ロジャー・キース所蔵、右　東京国立博物館所蔵